# Sandstone Peak
Der Sandstone Peak, auch Mount Allen genannt (950 m) ist der höchste Berg der Santa Monica Mountains.
Der Gipfel lässt sich als einfache Bergwanderung über den Sandstone Peak Trail erreichen. Am Gipfel befindet sich eine Büste von W. Herbert Allen, der Land an die Boy Scouts gespendet hat, welche dafür den Gipfel nach ihm benennen lassen wollten. Die Petition dafür wurde jedoch abgelehnt und der offizielle Name des Gipfels ist weiterhin Sandstone Peak.
Im Gegensatz zur Namensgebung ist der Gipfel vulkanischen Ursprungs, nämlich Andesit und kein Sandstein.

## Weblink
- Sandstone Peak auf Peakbagger.com (englisch)